# Jogos Olímpicos de Inverno de 1960

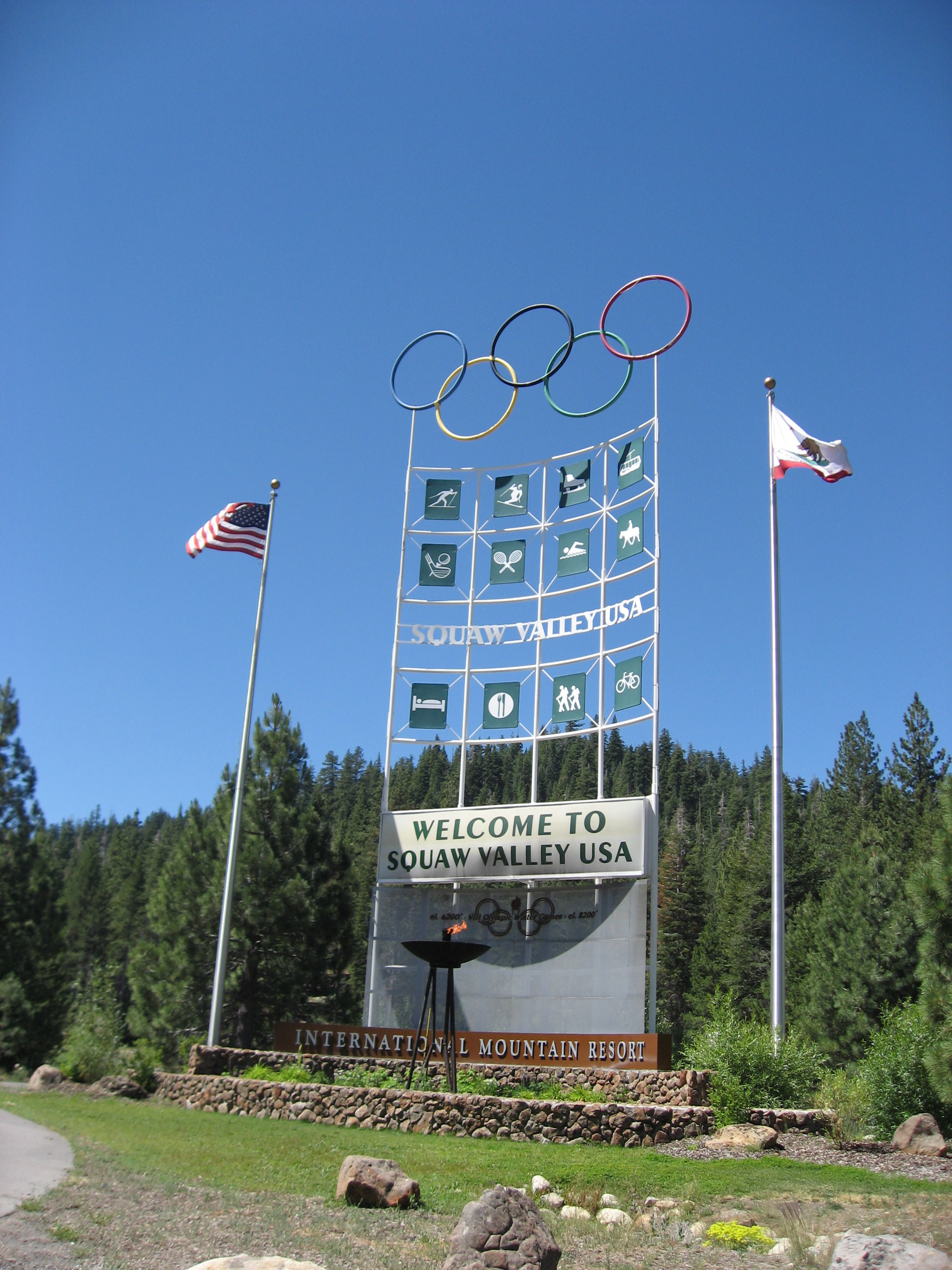
Praça das Medalhas de Squaw Valley

Os Jogos Olímpicos de Inverno de 1960, oficialmente VIII Jogos Olímpicos de Inverno, foram um evento multiesportivo realizados em Squaw Valley, Califórnia, nos Estados Unidos. Contou com a participação de 665 atletas, sendo 521 homens e 144 mulheres de 30 países. Competindo em 8 modalidades esportivas, os jogos foram disputados de 18 de fevereiro a 28 de fevereiro. Squaw Valley ganhou o direito de celebrar o evento em 1955, retornando os Jogos a América do Norte após um hiato de 28 anos.

## Modalidades disputadas
- Biatlo
- Combinado nórdico
- Esqui alpino
- Esqui cross-country
- Salto de esqui
- Hóquei no gelo
- Patinação artística
- Patinação de velocidade

## Países participantes
Um total de 30 nações enviaram representantes para os Jogos. A África do Sul participou dos Jogos Olímpicos de Inverno pela primeira vez. Atletas da Alemanha Oriental e da Alemanha Ocidental competiram novamente com uma única delegação, conhecida como Equipe Alemã Unida.
Na lista abaixo, o número entre parênteses indica o número de atletas por cada nação nos Jogos:
- RSA África do Sul (4)
- ARG Argentina (6)
- AUS Austrália (30)
- AUT Áustria (26)
- BUL Bulgária (7)
- CAN Canadá (44)
- TCH Checoslováquia (21)
- CHI Chile (5)
- KOR Coreia do Sul (7)
- DEN Dinamarca (1)
- EUA Equipe Alemã Unida (74)
- ESP Espanha (4)
- USA Estados Unidos (79)
- FIN Finlândia (48)
- FRA França (26)
- GBR Grã-Bretanha (17)
- HUN Hungria (3)
- ISL Islândia (4)
- ITA Itália (28)
- JPN Japão (41)
- LIB Líbano (2)
- LIE Liechtenstein (5)
- NOR Noruega (29)
- NZL Nova Zelândia (4)
- NED Países Baixos (7)
- POL Polônia (13)
- SWE Suécia (47)
- SUI Suíça (21)
- TUR Turquia (2)
- URS União Soviética (62)

## Quadro de medalhas
| Ordem | País                   | Medalha de ouro | Medalha de prata | Medalha de bronze |    |
| ----- | ---------------------- | --------------- | ---------------- | ----------------- | -- |
| 1     | URS União Soviética    | 7               | 5                | 9                 | 21 |
| 1     | EUA Equipe Alemã Unida | 4               | 3                | 1                 | 8  |
| 3     | USA Estados Unidos     | 3               | 4                | 3                 | 10 |
| 4     | NOR Noruega            | 3               | 3                |                   | 6  |
| 5     | SWE Suécia             | 3               | 2                | 2                 | 7  |

Fonte: Comitê Olímpico Internacional (Quadro de medalhas - Squaw Valley 1960)